# 주영국 타이베이 대표처

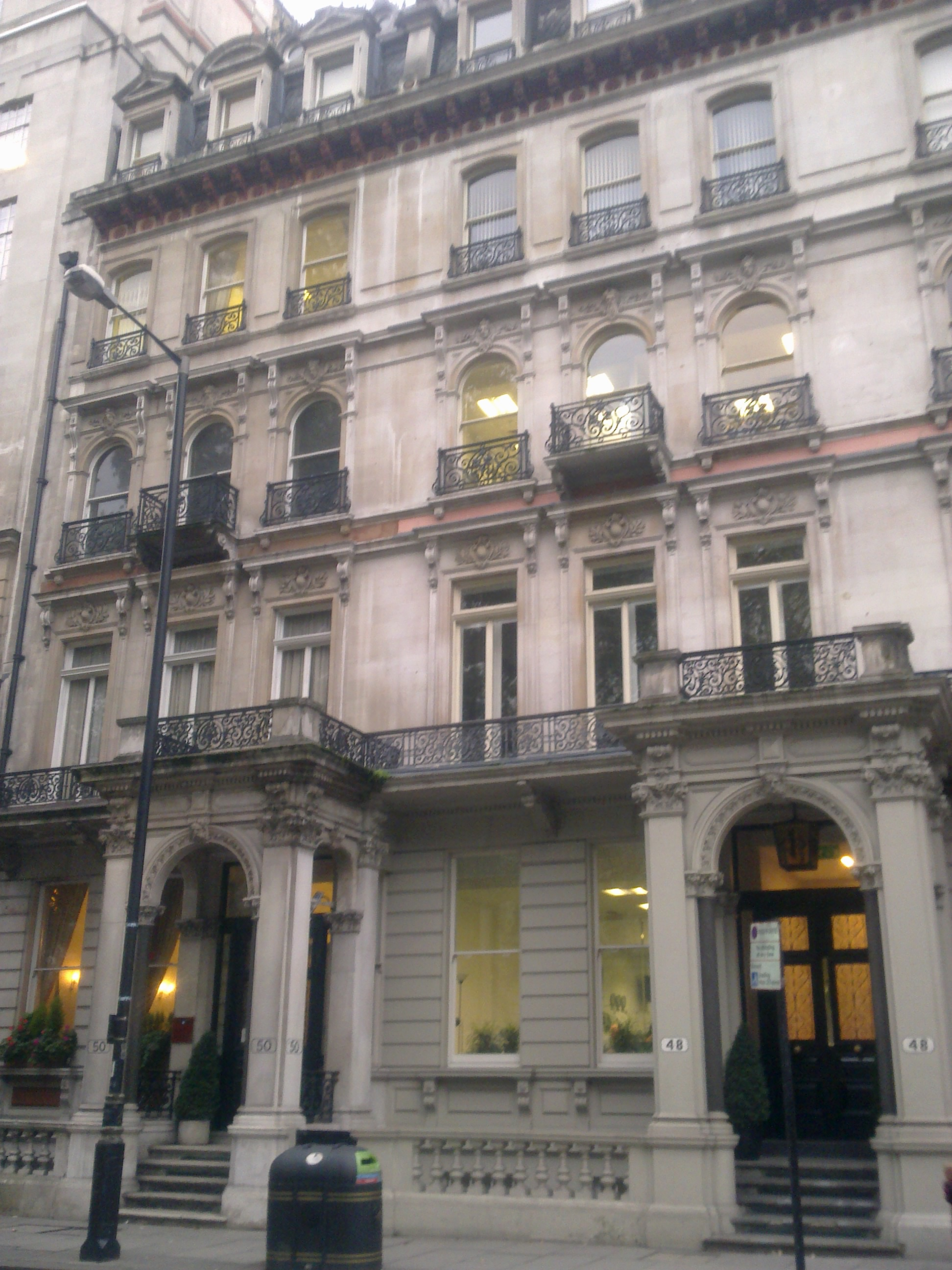
주영국 타이베이 대표처

주영국 타이베이 대표처(駐英國臺北代表處, Taipei Representative Office in the United Kingdom)는 중화민국이 영국 런던에 설치한 외교 공관이다. 중화민국 외교부는 주영국 대표처가 실질적으로 주영국 중화민국 대사관의 기능을 하는 것으로 간주하고 있다. 런던 이외에 에든버러에도 총영사관에 해당하는 외교 공관이 있다.

## 역사
영국은 원래 중화민국을 중국의 유일한 합법정부로 승인했으나 1950년에 중화인민공화국을 승인하였다. 영국에 주재하는 중화민국 공관은 1963년에 자유중국중심(自由中國中心)이라는 명의로 설치되었다. 1992년 4월 15일 현재의 명칭으로 개명하였다. 주영국 대표처는 외교 업무 이외에 중화민국과 영국 양국간의 문화, 경제, 정치교류와 재영 교민의 영사업무를 담당하고 있다.

## 같이 보기
- 중화민국 외교부
- 주영국 대한민국 대사관 겸 주국제 해사 기구 대한민국 대표부
- 주영국 미국 대사관
- 타이베이 대표부